# Цао Шуэй
Цао Шуэй (также Shawn Cao или Cao Who) – китайский поэт, прозаик, сценарист. Родился 5 июня 1982 года. Один из ярких представителей современной китайской литературы, основатель движения «Гиперпоэтизм». В его «Манифесте гиперпоэзии» целью этого движения объявлена интеграция культур: религиозной и светской, восточной и западной, древней и современной, - внутри китайской литературы. В 2008 году, уволившись из редакции газеты, он совершает путешествие по Тибету и Синьцзяну, которые, на его взгляд, являются важнейшими центрами Евразии. Его роман-трилогия «Тайна Рая» рассказывает о том, как развивалась человеческая цивилизация. Наиболее значительными его произведениями являются «Европейский эпос», вышеупомянутый роман-трилогия и телесериал «Король Павлин». Его творчество всегда посвящено строительству Республики, в которой все человечество сможет обрести свободу. Обычно эта страна описывается им как Евразия, Новая Вавилонская Башня или гора Куньлун (Райская гора).
В общем и целом Цао Шуэй опубликовал два десятка книг, включая пять стихотворных сборников, три сборника эссе, десять романов и сценарии ста телевизионных серий и отдельных фильмов. Член Союза Китайских Писателей, Союза Кинематографистов Китая и Всекитайского Поэтического общества. Также главный редактор «Великой поэзии» и  «Еженедельной поэзии». В настоящее время живёт в Пекине и работает профессиональным писателем и сценаристом.